# 寛政の三博士
寛政の三博士（かんせいのさんはかせ）とは、江戸時代の寛政期に昌平黌の教官を務めた朱子学者3人の事である。「寛政の三助」とも言う。
三博士は前後で一人入れ替わり、
前期は
- 岡田寒泉
- 尾藤二洲
- 柴野栗山

後期は、岡田寒泉を除いて、古賀精里を加える。